# 片想いのシンデレラ
「片想いのシンデレラ」（かたおもいのシンデレラ）は、SUPER☆GiRLSの23枚目のシングル。2019年9月18日にiDOL Streetから発売された。

## 概要
CD+Blu-ray Disc、CDのみ、ミュージックカード（13種類）の3種15形態で発売。前作「ナツカレ★バケーション」に引き続き阿部夢梨がセンターを務める。また、石橋蛍にとっては本作がラストのシングルとなった。
表題曲「片想いのシンデレラ」は、2019年8月3日に行われた『TOKYO IDOL FESTIVAL 2019』2日目のHOT STAGEで初披露され、同6日放送の『SUPER☆GiRLS阿部夢梨のナイスゆめり!』（ラジオ日本）で初OAされた。
カップリング曲「LETTER 〜10年後のワタシへ〜」は、同年9月3日放送の『SUPER☆GiRLS阿部夢梨のナイスゆめり!』で初OAされた。ライブでの初披露は2019年12月22日に横浜ベイホールで行われた『SUPER☆GiRLS Debut 9th Anniversary〜ROAD TO 2020〜』である。そのため、ライブで石橋がこの曲を歌うことは一度もなかった。
カップリング曲には、2011年発売のシングル「女子力←パラダイス」を2019年時点でのメンバーで再録したバージョンも収録されている。
鈴木まなかがSUPER☆GiRLSの作詞を担当するのは「恋は初心者マーク」以来であり、表題曲の担当はこれが初めてである。

### 石橋蛍の活動休止・卒業
メンバーの石橋蛍が、8月初旬からのリリースイベントを体調不良のため欠席。その後9月4日に、今作のリリースイベントを含め、当面の間活動を休止すると発表された。しかし、このまま復帰することなく12月31日付で卒業し、エイベックス・マネジメントとの契約を終了することになった。

## 収録曲

### CD
1. 片想いのシンデレラ [4:34]
作詞：鈴木まなか、作曲・編曲：山下洋介
2. LETTER 〜10年後のワタシへ〜 [3:40]
作詞：Litz、作曲・編曲：久保田真悟・栗原暁
3. 女子力←パラダイス 2019 [4:33]
作詞：BOUNCEBACK、作曲：松田純一、編曲：鈴木Daichi秀行
4. 片想いのシンデレラ（Instrumental）
5. LETTER 〜10年後のワタシへ〜（Instrumental）
6. 女子力←パラダイス 2019（Instrumental）

### Blu-ray Disc
1. 片想いのシンデレラ (Music Video)
2. 片想いのシンデレラ (Music Video Making)
3. 片想いのシンデレラ (Music Video 個人サビver.)

## 音楽配信
CDの発売日にあたる9月18日に全曲配信およびMVの配信開始。同時に、YouTube Premium会員はYouTubeでフルバージョンのMVを見ることができるようになった。ハイレゾ音源も同日に配信開始した。発売日当日に Amazon Music HDがサービスを開始し、本作は全曲CD-DAスペックの音質でストリーミング再生できるようになっている。
太字の配信サービスはハイレゾ音源を配信している。「MV」は「片想いのシンデレラ」のMVも配信していることを示す。

## イベント
| 日程                     | 公演名           | 会場                          | 備考 |
| ------------------------ | ---------------- | ----------------------------- | --- |
| 2019年 8月17日           | リリースイベント | OCAT                          | ミニライブ・グループ握手会・グループ撮影会。 8月18日・9月8日・15日・21日・22日は2部制。9月18日は悪天候のため特典会のみ実施。 全日程において石橋は体調不良のため不参加（9月4日以降は活動休止）。8月18日は樋口が、9月8日は阿部が、それぞれ不参加。 |
| 8月18日                  | リリースイベント | あべのキューズモール          | ミニライブ・グループ握手会・グループ撮影会。 8月18日・9月8日・15日・21日・22日は2部制。9月18日は悪天候のため特典会のみ実施。 全日程において石橋は体調不良のため不参加（9月4日以降は活動休止）。8月18日は樋口が、9月8日は阿部が、それぞれ不参加。 |
| 9月7日                   | リリースイベント | サンエー西原シティ            | ミニライブ・グループ握手会・グループ撮影会。 8月18日・9月8日・15日・21日・22日は2部制。9月18日は悪天候のため特典会のみ実施。 全日程において石橋は体調不良のため不参加（9月4日以降は活動休止）。8月18日は樋口が、9月8日は阿部が、それぞれ不参加。 |
| 9月7日                   | リリースイベント | サンエー浦添西海岸 PARCO CITY | ミニライブ・グループ握手会・グループ撮影会。 8月18日・9月8日・15日・21日・22日は2部制。9月18日は悪天候のため特典会のみ実施。 全日程において石橋は体調不良のため不参加（9月4日以降は活動休止）。8月18日は樋口が、9月8日は阿部が、それぞれ不参加。 |
| 9月8日                   | リリースイベント | サンエー那覇メインプレイス    | ミニライブ・グループ握手会・グループ撮影会。 8月18日・9月8日・15日・21日・22日は2部制。9月18日は悪天候のため特典会のみ実施。 全日程において石橋は体調不良のため不参加（9月4日以降は活動休止）。8月18日は樋口が、9月8日は阿部が、それぞれ不参加。 |
| 9月15日                  | リリースイベント | あべのキューズモール          | ミニライブ・グループ握手会・グループ撮影会。 8月18日・9月8日・15日・21日・22日は2部制。9月18日は悪天候のため特典会のみ実施。 全日程において石橋は体調不良のため不参加（9月4日以降は活動休止）。8月18日は樋口が、9月8日は阿部が、それぞれ不参加。 |
| 9月17日                  | リリースイベント | サンシャインシティ            | ミニライブ・グループ握手会・グループ撮影会。 8月18日・9月8日・15日・21日・22日は2部制。9月18日は悪天候のため特典会のみ実施。 全日程において石橋は体調不良のため不参加（9月4日以降は活動休止）。8月18日は樋口が、9月8日は阿部が、それぞれ不参加。 |
| 9月18日・19日            | リリースイベント | アーバンドック ららぽーと豊洲 | ミニライブ・グループ握手会・グループ撮影会。 8月18日・9月8日・15日・21日・22日は2部制。9月18日は悪天候のため特典会のみ実施。 全日程において石橋は体調不良のため不参加（9月4日以降は活動休止）。8月18日は樋口が、9月8日は阿部が、それぞれ不参加。 |
| 9月21日                  | リリースイベント | ステラタウン                  | ミニライブ・グループ握手会・グループ撮影会。 8月18日・9月8日・15日・21日・22日は2部制。9月18日は悪天候のため特典会のみ実施。 全日程において石橋は体調不良のため不参加（9月4日以降は活動休止）。8月18日は樋口が、9月8日は阿部が、それぞれ不参加。 |
| 9月22日                  | リリースイベント | イオンレイクタウン            | ミニライブ・グループ握手会・グループ撮影会。 8月18日・9月8日・15日・21日・22日は2部制。9月18日は悪天候のため特典会のみ実施。 全日程において石橋は体調不良のため不参加（9月4日以降は活動休止）。8月18日は樋口が、9月8日は阿部が、それぞれ不参加。 |
| 9月23日                  | mu-moイベント    | エイベックスビル              | 個別握手会2部制・個別撮影会2部制・グループ撮影会1部制・オシバト会2部制・個別VIP会1部制（10月6日・12日のみ）。 mu-moショップでの参加券付き商品購入者対象。 9月23日は金澤が不参加。10月12日は台風の影響で11月4日に延期された。                     |
| 10月6日                  | mu-moイベント    | エイベックスビル              | 個別握手会2部制・個別撮影会2部制・グループ撮影会1部制・オシバト会2部制・個別VIP会1部制（10月6日・12日のみ）。 mu-moショップでの参加券付き商品購入者対象。 9月23日は金澤が不参加。10月12日は台風の影響で11月4日に延期された。                     |
| 10月12日（延期）→11月4日 | mu-moイベント    | 大阪南港ATC                   | 個別握手会2部制・個別撮影会2部制・グループ撮影会1部制・オシバト会2部制・個別VIP会1部制（10月6日・12日のみ）。 mu-moショップでの参加券付き商品購入者対象。 9月23日は金澤が不参加。10月12日は台風の影響で11月4日に延期された。                     |

※他、各イベントにおいて予約購入者対象の握手会も開催。